# Chargesheimer
Karl Heinz (auch Carl-Heinz) Hargesheimer (* 19. Mai 1924 in Köln; † zwischen 31. Dezember 1971 und 5. Januar 1972 ebenda) war ein deutscher Fotograf, der unter dem Künstlernamen Chargesheimer [ˈʃaʁgəsˌhaɪ̯mɐ] bekannt wurde.

## Leben und Werk
Chargesheimer studierte nach dem Zweiten Weltkrieg an den Kölner Werkschulen Grafik und Fotografie. Sein Interesse galt verschiedenen Künsten, wie der Oper, dem Schauspiel, Bühnenbild und Kostüme, sowie der Malerei, jedoch hauptsächlich der Fotografie, innerhalb der er ab 1950 mit abstrakten Lichtstrukturen auf Fotopapier und Fotomontagen experimentierte.
Ab 1955 arbeitete Chargesheimer als freier Fotograf und fiel sowohl durch bissige Porträts von Personen des öffentlichen Lebens als auch durch lebensnahe Reportagen über seine Landsleute auf. Er veröffentlichte 14 Bildbände zu verschiedenen Themen wie Städte, Landschaften und Theater. Nebenbei erschuf er Meditationsmühlen, bewegte Skulpturen aus Acrylglas.
Nachdem Chargesheimer sich mit dem Bildband Cologne intime (1957) einen Namen gemacht hatte, bestellte der Spiegel-Herausgeber Rudolf Augstein bei ihm kurz vor der Bundestagswahl 1957 ein Porträt von Konrad Adenauer für die Titelseite. Augsteins Hoffnungen entsprechend entstand das Bild eines „in Granit gemeißelten, maskenhaften Antlitz', das von politischer Versteinerung und Vergreisung erzählte“. Durch die folgende allgemeine Entrüstung wurde Chargesheimer bundesweit bekannt.
Chargesheimer liebte Köln und war der Stadt zeitlebens eng verbunden. Er sah die Entwicklung der Stadt in der Wiederaufbauphase und auch später sehr kritisch. Die von ihm 1958 porträtierte Straße Unter Krahnenbäumen änderte immer mehr ihren Charakter. In seinem letzten Buch Köln 5 Uhr 30 macht er 1970 fotografisch eine kritische Bestandsaufnahme: „einen melancholischen Abgesang an ‚seine‘ Stadt Köln, die im Beton zu erstarren drohte.“

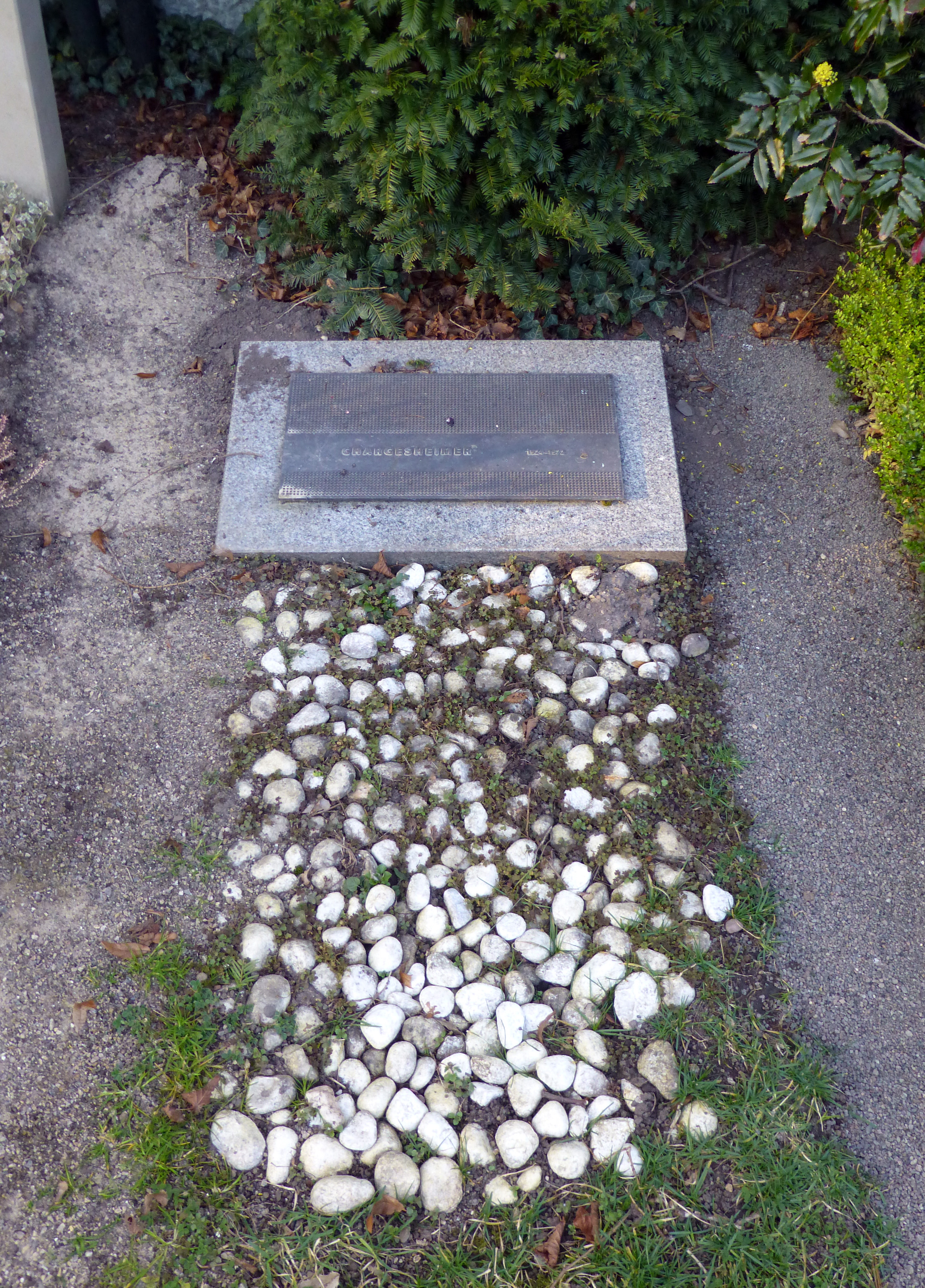
Grabstätte auf Melaten, Flur 11 F:65

Die Deutsche Gesellschaft für Photographie (DGPh) zu Köln ehrte Chargesheimer 1968 mit ihrem Kulturpreis.
Freunde Chargesheimers porträtieren ihn als Einzelgänger, der es sich und anderen manchmal schwer machte, aber sehr begabt war und auch ein großzügiger Mensch sein konnte. Er litt sehr unter dem herrschenden Fotobetrieb, der ihm das eigene Denken nicht erlaube und der mit seinen Fotos umginge „wie Deutschland im Krieg mit den Polen“. Auch deshalb wandte er sich ab Mitte der 1960er-Jahre seinen Meditationsmühlen zu, die er im Rahmen einer Einzelausstellung im Kunstpavillon in Soest präsentierte. Im Jahr 1970 wurde Chargesheimer für seine Meditationsmühlen mit dem Karl Ernst Osthaus-Preis der Stadt Hagen ausgezeichnet. In der Begründung zur Preisverleihung hieß es „Chargesheimers lichtkinetische Objekte entsprechen in ihrer bildnerischen Absolutheit und in ihrer technischen Vollendung einer wichtigen Grundtendenz heutiger Kunstentwicklung“. Eine große, funktionsfähige Meditationsmühle wird im Museum Wilhelm Morgner in Soest ständig ausgestellt.
Anfang Januar 1972 wurde Chargesheimer tot in seiner Wohnung aufgefunden. Er wurde auf dem Kölner Melaten-Friedhof beigesetzt. In der Folgezeit galt seine Grabstätte lange als unauffindbar; sie wurde erst in den 2000er Jahren in Flur 11 F:65 wiederentdeckt. Ende der 1950er bis Anfang der 1960er Jahre lebte er mit der Schauspielerin Gisela Holzinger zusammen. Chargesheimer war seit 1963 mit Ann Redlin (1940–1974) verheiratet; die Ehe wurde später geschieden. Redlin ist ebenfalls auf dem Melaten-Friedhof beerdigt.

## Veröffentlichungen
- 1957: Cologne intime. Köln: Greven
- 1958: Im Ruhrgebiet, Text: Heinrich Böll, Köln: Kiepenheuer und Witsch
- 1958: Unter Krahnenbäumen. Köln: Greven, mit einem Vorwort von Heinrich Böll

- neu aufgelegt 1998 im Schaden Verlag, ISBN 3-932187-02-4

- 1959: Berlin. Bilder einer großen Stadt. Köln: Kiepenheuer und Witsch
- 1959: Romanik am Rhein. Köln: Greven
- 1960: Menschen am Rhein. Frankfurt: Büchergilde Gutenberg
- 1961: Zwischenbilanz. Köln: Greven
- 1961: Armstrong & Fitzgerald. Fotomappe mit 16 Bildern. Köln, Dumont
- 1965: Köln farbig photographiert. Köln: Verkehrsamt, mit Peter Cornelius und Horst Bauman
- 1967: Theater, Theater. Frankfurt: Büchergilde Gutenberg
- 1970: Köln 5 Uhr 30. Köln: DuMont Schauberg
- 1970:  Hannover . Hannover: Fackelträger-Verl. Schmidt-Küster
- 2010: Chargesheimer im Zoo. Fotografien aus den Fünfziger Jahren. Köln: Greven
- 2022: Chargesheimer fotografiert Jazz, Köln 1950-1970. Köln: Emons
- 2024: Eusebius Wirdeier, Wolfgang Niedecken: Fotogeschichten Kölner Südstadt. Emons, Köln, ISBN 978-3-7408-2008-4.

## Rezeption
Auf den 1958 von Chargesheimer mit Texten von Heinrich Böll veröffentlichten Bildband Ruhrgebiet reagierte der damalige Essener Oberbürgermeister empört: „Wir sind es gründlich leid von Außenseitern in dieser Weise dargestellt zu werden […] Wir haben nicht die Absicht, derartige Veröffentlichungen unwidersprochen hinzunehmen […] Solche Darstellungen akzeptieren wir nicht!“
1995 fotografierte Wolfgang Vollmer die Orte aus Chargesheimers letztem Fotoband Köln 5 Uhr 30 (1970) erneut und zeigte die Veränderungen der vergangenen 25 Jahre in einer Nebeneinanderstellung der Fotografien.
Die Kölner Musikgruppe BAP bezog sich 2004 in ihrem Lied Unger Krahnebäume (hochdeutsch: Unter Krahnenbäumen) auf Chargesheimers Bildband über die gleichnamige Kölner Straße.
Der Katalog des Museum Ludwig zur Retrospektive 2007/08 resümierte: „Chargesheimer war ein Querkopf, ein Querdenker, ein Bohemien in der Zeit des Wiederaufbaus nach dem Krieg, in der solche Typen eigentlich nicht gemocht wurden. Aber die Freunde rühmten sein Selbstbewußtsein, seine Zivilcourage, seine Ironie und seinen Sarkasmus, wenn es um die Kritik der Nachkriegsgesellschaft ging.“
Als Zeitzeugen der Kölner Jazz-Musikgeschichte der 1950er und 1960er Jahre wurde Chargesheimers Fotokunst wiederentdeckt anlässlich seines 50-jährigen Todesjahrs 2022. Köln war in jenen Jahrzehnten ein „Mekka der deutschen Jazzfans“. Neben einer Sonderausstellung im Stadtarchiv-Neubau am Eifelwall erschien im Kölner Emons Verlag begleitend ein Bildband, der um rund 100 Fotos umfangreicher ist als die Ausstellung.

## Erinnerung

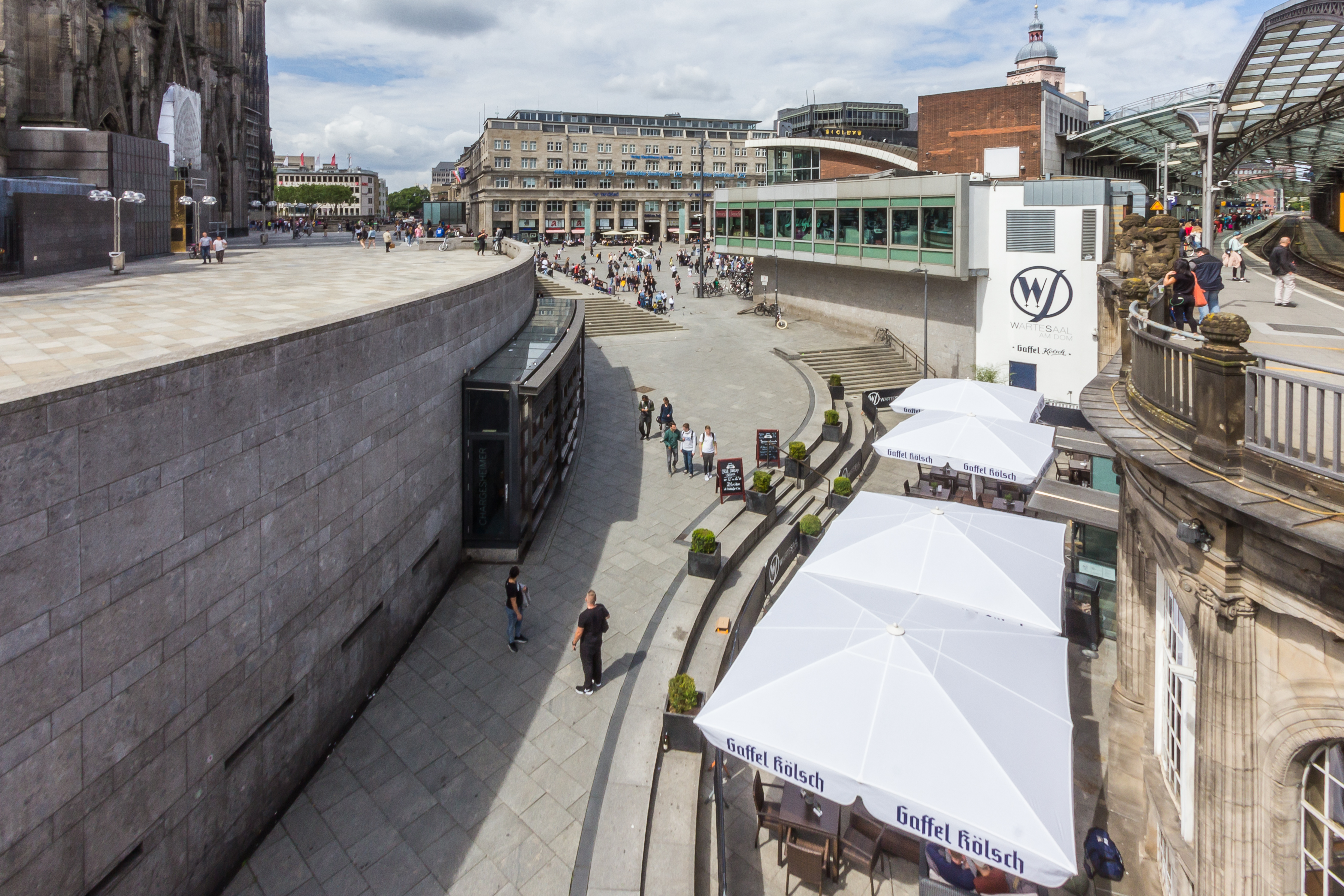
Chargesheimerplatz in Köln

Seit 1980 ist ein Stipendium der Stadt Köln im Bereich Medienkunst nach ihm benannt.
Auf Initiative der Chargesheimer-Gesellschaft wurde 2006 in Köln ein kleiner Platz zwischen dem Dom und dem Alten Wartesaal des Kölner Hauptbahnhofs nach Chargesheimer benannt. Eine Bronzetafel erinnert dort an den Künstler.

## Retrospektiven
- 1983 im Kunstverein Ingolstadt
- 2007/2008 im Museum Ludwig, Köln – gezeigt wurde der sich im Museum befindliche umfangreiche Nachlass Chargesheimers; daneben konnten viele bis dahin unbekannte Dokumente und Fotografien für die Ausstellung aufgespürt werden.[4]
- 2014/2015 Ruhr Museum, Essen, in der Zeche Zollverein – Sonderausstellung der Fotos des Bildbandes Ruhrgebiet.
- 21. Mai – 4. September 2022 Rheinisches Bildarchiv Sonderausstellung „Chargesheimer fotografiert Jazz“[12][13]
- 27. April – 10. November 2024 Museum Ludwig, Köln zu Chargesheimers 100. Geburtstag[14]